# Ehretia wightiana
Ehretia wightiana là loài thực vật có hoa trong họ Ehretiaceae. Loài này được Wall. ex G.Don mô tả khoa học đầu tiên năm 1837.